# Stef Burns
Stef Burns, pseudonimo di Stephan Birnbaum (Oakland, 26 giugno 1959), è un chitarrista statunitense, membro della band Huey Lewis and the News e conosciuto per essere stato il chitarrista di Alice Cooper e attualmente per essere quello di Vasco Rossi.

## Carriera

### Le prime band
Iniziò a suonare la chitarra di suo padre intorno ai 6 anni, l'anno successivo ricevette la sua prima chitarra elettrica, una Winston. Dopo poco tempo la sostituì con una Fender Mustang.
A 9 anni formò la sua prima band, chiamata "The Yellow Brick Road". Alle scuole superiori suonò in una band chiamata "Legend" con cui eseguiva cover di Allman Brothers Band, Lynyrd Skynyrd, Montrose, Led Zeppelin, Deep Purple, Marshall Tucker Band e altre band degli anni ‘70. Il tastierista era David K. Mathews, che più tardi avrebbe suonato con Tower of Power, Boz Skaggs e Etta James ed ora Santana.
Con i "New Legend03", di cui scriveva i brani, cominciò ad addentrarsi nel jazz e nella fusion, proponendo inoltre cover di Jeff Beck, Return to Forever, George Duke, Herbie Hancock e di altri artisti del panorama fusion anni '70, in questa formazione figurava anche il tastierista John Seppala, con cui collaborerà in occasione dell'album Swamp Tea.

### Inizi della carriera professionale
Nel 1979 Stef entrò a far parte della sua prima vera band: gli Omega, composta da Bill e Reni Slais, ex membri della Elvin Bishop Band, e da Mickey Thomas, che più tardi ebbe successo con gli Starship. Nel 1982 Stef collaborò con Jesse Colin Young, precedentemente appartenente ai Youngbloods, con cui si esibì in giro per gli Stati Uniti per un anno. L'anno seguente lavorò insieme ai Pablo Cruise pubblicando l'album Out of Our Hands e imbarcandosi nuovamente in un tour statunitense. Nel biennio 1984/1985 fu il turno di Sheila E. con cui si esibì anche in Giappone ed Europa suonando in Romance 1600 e Sheila E.. Inoltre, in due lati “B”: “Too Sexy”, nel quale collaborò alla stesura, e “Save the People”.
Nel 1986/87 Stef suonò con i Berlin e andò nuovamente in tour attraverso America, Giappone ed Europa, in coincidenza con la pubblicazione della colonna sonora del film Top Gun col brano Take My Breath Away.
Nel 1988 andò in tour con Michael Bolton, nello stesso anno fondò una band chiamata The Vu con Ross Valory, Prairie Prince, Tim Gorman (già The Who e Rolling Stones) e Kevin Chalfant alla voce.
Nel 1989 Stef si unì ai californiani Y&T con cui registrò gli album Ten, Yesterday & Today Live, Musically Incorrect e Endangered Species.
Dal 1989 Stef ha inoltre una propria band chiamata “Stef Burns Group". I membri sono stati negli anni molti dei musicisti menzionati prima, hanno compreso anche Myron Dove al basso (Santana/Robben Ford) e Billy Johnson alla batteria (Santana/Robben Ford).

### L'esperienza con Alice Cooper e l'incontro con Vasco Rossi
Su raccomandazione di Joe Satriani, all'inizio del 1991, ricevette una chiamata da Alice Cooper, che stava cercando un chitarrista. Stef suonò in Hey Stoopid (1991) e The Last Temptation (1994). Fecero tour in tutto il mondo e in America con Judas Priest e i Motörhead e apparvero con un piccolo cameo nel film di successo Fusi di testa. Burns suonò con Alice dal 1991 al 1995, quando si esibirono in Sud America nel tour Monsters of Rock con Ozzy Osbourne, Megadeth e Faith No More e ancora nel 1998 negli Stati Uniti. Vasco Rossi, dopo aver ascoltato il brano Hey Stoopid ed averlo visto suonare dal vivo, rimase impressionato dal sound di Burns e lo contattò per una sessione di registrazione nel 1993. Entrò quindi nella band di Vasco debuttando live nel 1995 allo Stadio di San Siro nel doppio concerto evento "Rock sotto l'assedio", poi trasmesso su Canale 5. Successivamente prese parte alle registrazioni degli album in studio Nessun pericolo... per te (1996), Rock (1997), Canzoni per me (1998), Stupido hotel (2001), Buoni o cattivi (2004), Il mondo che vorrei (2008), Vivere o niente (2011) e Sono innocente (2014), suonando anche in tutti i tour che li hanno accompagnati. Inoltre appare nei video ufficiali di Mi si escludeva, Rewind, La fine del millennio, Ti prendo e ti porto via, Come stai, Vieni qui, Colpa del whisky, Ad ogni costo, Sto pensando a te, Se ti potessi dire, Dannate nuvole, Sono innocente ma..., Il blues della chitarra sola e soprattutto in quello realizzato per il brano Stammi vicino, di cui è protagonista insieme alla sua ex moglie Maddalena Corvaglia.

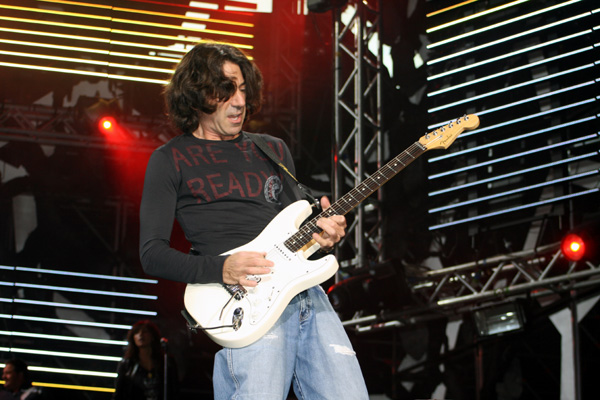
Stef Burns sul palco con la sua Fender Stratocaster “Custom Shop”

Dal 2000, cioè da quando sostituì Chris Hayes, Burns suona inoltre con la band Huey Lewis & The News.
Nel 2004, durante il "Buoni o Cattivi Tour" di Vasco, Stef è stato invitato a suonare al G3 con Joe Satriani, Steve Vai e Robert Fripp.
In Giappone si esibì in occasione del “Super Producers Tour 1995” con Narada Michael Walden, nel quale furono presenti anche Patti Austin, Sheila E., Mickey Thomas, Shanice Wilson, Tevin Campell, T.M. Stevens, e i membri dei Weather Report Joe Zawinul e Alfonso Johnson. Nel 2004 suonò a Catanzaro con Vasco, davanti a 400 000 spettatori, andato anche in onda su Italia 1. Nel 1999 e nel 2009 suonò con Vasco durante il Concerto del Primo Maggio in onda sulle reti RAI.
Sono abbastanza rare le apparizioni di Stef Burns in programmi o trasmissioni televisive. Uno di questi fu il “VH-1 Honors” dove Stef si esibì con Stevie Wonder, Steve Winwood, James Taylor, Sheryl Crow, Nile Rodgers e Narada.
Nel 2010 è ospite nel programma Jimmy Kimmel Live!, sul canale americano ABC, insieme agli Huey Lewis and the News.

### Il debutto da solista
Il suo primo lavoro da solista è stato il disco Swamp Tea, pubblicato nel 1998. Qualche anno più tardi, insieme al chitarrista acustico Peppino D'Agostino, pubblica nel 2005 un disco contenente 10 brani dal titolo Bayshore Road, cui fa seguito un tour negli Stati Uniti prima e in Italia poi, nella primavera 2005 e nell'inverno 2006.
Del 2008 è invece il disco, World, Universe, Infinity contenente 9 pezzi interamente scritti dal chitarrista statunitense ed una cover di "Little Wing" di Jimi Hendrix. Il disco fu lanciato dal singolo Begin, di cui fu realizzato anche il video.
Il 2008, inoltre, è un anno molto positivo dal punto di vista lavorativo. A febbraio e marzo in Italia con il tour promozionale del disco World Universe Infinity, prende parte al tour Vasco.08 di Vasco Rossi a giugno. Successivamente suonerà con Huey Lewis and the News ad agosto. A settembre, ripartirà il tour del suo gruppo e contemporaneamente quello di Vasco Rossi. che chiamato "Tour Europe indoor" lo porterà in giro nei palazzetti di tutta Italia e di alcune capitali europee. A dicembre, finalmente (per così dire) libero da impegni, gira con lo Stef Burns Group, in un mini-tour denominato The DVD experience tour, voluto dal chitarrista per pubblicizzare il DVD live registrato nel tour di marzo 2008 ed intitolato: Stef Burns Group In Concert - World, Universe, Infinity... LIVE!!! per la Ultratempo music. Per le esibizioni in Italia Stef Burns si avvale della collaborazione del batterista olandese Juan van Emmerloot, del bassista olandese Walter Latupeirissa e del tastierista triestino Fabio Valdemarin.
Secondo lo standard degli ultimi anni, nel 2011 Stef Burns è sul palco del Vasco Live Kom '011 di Vasco Rossi e in USA per il tour estivo di Huey Lewis and the News.
A fine anno si prende qualche mese di pausa, a causa dei problemi di salute di Vasco e soprattutto per poter stare vicino alla moglie, prossima al parto della loro figlia.

### Stef Burns League
Il 17 novembre 2012 Stef Burns inaugura il suo nuovo gruppo chiamato Stef Burns League affiancato da Fabio Valdemarin (alle tastiere), Juan Van Emmerloot (alla batteria) e Roberto Tiranti (alla voce e al basso) nei live. Il nuovo disco "Roots & Wings" esce il 28 gennaio 2014 per la Ultratempo music. La band inaugurerà il nuovo album con un tour nel mese di Febbraio che toccherà l'Italia da nord a sud, nel periodo compreso tra il 6 e il 19 del mese. Nel frattempo collabora con diversi artisti, tra cui l'ex rocker e presentatore del programma trash di Rock TV "Database" , Pino Scotto, Enrico Ruggeri, Patty Pravo e tanti altri. Stef prenderà parte ai tour estivi di Vasco Rossi nell'estate 2014, 2015 e 2016 denominati LIVE KOM TOUR (un brand registrato di Vasco Rossi in uso fino al tour 2016) e soprattutto è la chitarra solista nel concerto-evento di Modena Park 2017 datato 1º luglio 2017, dove Vasco e la sua band hanno suonato per oltre 40 brani di fronte ad una folla di 220 000 persone paganti, registrando così il record mondiale come concerto con il maggior numero di persone paganti accorse per vedere l'esibizione di un singolo artista, in una singola data. Dopo essersi trasferito più o meno stabilmente in Italia, Stef alterna i lavori in studio e dal vivo con Vasco Rossi (VascoNonStopLive2018 e VascoNonStopLive2019 che lo porterà anche al Circo Massimo di Roma, in giugno) ai suoi progetti storici personali (Burns & D'Agostino, Stef Burns League e un recente trio rock formato coi colleghi Will Hunt e Claudio Golinelli attivo da un paio d'anni) a dei periodi on the road in cui gira l'Italia suonando come Special Guest insieme alle migliori rockband regionali.
Nel 2021-22 nasce una nuova collaborazione: infatti Burns suona la chitarra nell'album "La voce è musica" del tenore pop lirico Luca Minnelli, edito da Self, al quale partecipano altri grandi nomi musicali internazionali come Brian May, Kerry Ellis, Francesco Sartori con direzione musicale di Diego Basso.

### Heroes and Monsters
Nel corso del 2021 Stef e il batterista degli Evanescence Will Hunt - già amici e conoscenti avendo suonato assieme al fianco di Vasco Rossi dal 2014 al 2016 - si uniscono al bassista e cantante Todd Kerns per formare gli Heroes and Monsters, i quali pubblicano l'omonimo album di debutto il 20 gennaio 2023 sull'etichetta Frontiers Records.Il 9 febbraio 2024 nella serata cover del Festival di Sanremo 2024 suona Who Wants to live Forever dei Queen insieme a Il Volo.

## Strumentazione

### Chitarre
La chitarra principale più usata è una Fender Stratocaster Custom Shop 1991 color Vintage white, con vernice alla Nitro. È stata creata su sue stesse indicazioni, da Larry Brooks del Fender Custom Shop.
La chitarra monta un pickup Humbucker Seymour Duncan JB (al ponte) e due single coil Fender Texas Special (manico e posizione centrale), il ponte è uno Strat Plus Bridge. Il manico ha un radius  maggiore rispetto alle normali Stratocaster  (è la copia di un manico Kramer), le meccaniche sono autobloccanti Schaller, il capotasto è un Fender Roller Nut.
Fin dal 1996, Stef usa spesso sul palco di Vasco un'altra Stratocaster, pressoché identica alla sua. Suona anche una Gibson Les Paul Custom "Black Beauty" '57.
Meno usate sono, invece, una Gibson Les Paul Supreme (utilizzata esclusivamente nel Tour "Buoni o Cattivi" con Vasco Rossi), una Gibson Explorer (anch'essa utilizzata nel tour "Buoni o Cattivi"), ed una semiacustica di liuteria italiana, una Buscarini JBv Stef Burns Signature (usata nei tour 2007-2008 di Vasco), strumento semiacustico simile alla L5 Gibson.
Al concerto del primo maggio 2009 con Vasco, ha usato anche una Gibson SG Standard, che riproporrà successivamente nell'"European Indoor Tour 2009".
Inoltre nel tour con Vasco Rossi (LiveKom014) e nel (LiveKom015) ha usato la stessa Gibson SG standard per i pezzi più metal.

## Vita privata
Il 28 maggio 2011 si è sposato a Mirandola in Provincia di Modena, con Maddalena Corvaglia, dalla quale, il 28 settembre, ha avuto Jamie Carlyn, sua terza figlia; il matrimonio è stato celebrato da Vasco Rossi, grazie a una delega del sindaco della città. La coppia ha annunciato la separazione il 19 gennaio 2017.

## Discografia
Solista 
- 1996 - Swamp Tea
- 2005 - Stef Burns & Peppino D'Agostino - Bayshore Road
- 2008 - World, Universe, Infinity
- 2010 - Stef Burns Group In Concert - World, Universe, Infinity... LIVE!!! in *DVD*
- 2014 - Roots & Wings

 Con Y&T 
- 1990 - Ten
- 1991 - Yesterday & Today Live
- 1997 - Musically Incorrect
- 1998 - Endangered Species

 Con Alice Cooper 
- 1991 - Hey Stoopid
- 1994 - The Last Temptation
- 1995 - Classicks

 Con Vasco Rossi 
- 1993 - Gli spari sopra
- 1996 - Nessun pericolo... per te
- 1997 - Rock
- 1998 - Canzoni per me
- 1999 - Rewind
- 2001 - Stupido hotel
- 2004 - Buoni o cattivi
- 2007 - Vasco Extended Play
- 2008 - Il mondo che vorrei
- 2009 - Tracks 2 - Inediti & rarità
- 2010 - Vasco London Instant Live 04.05.2010
- 2011 - Vivere o niente
- 2012 - Live Kom 011: The Complete Edition
- 2014 - Sono innocente
- 2016 - Tutto in una notte - Live Kom 015
- 2017 - Vasco Modena Park
- 2019 - VascoNonStop Live
- 2021 - Siamo qui

 Con Huey Lewis & The News 
- 2005 - Live at 25
- 2010 - Soulsville
- 2012 - Sports 30th Anniversary Edition
- 2020 - Weather

 Con Heroes and Monsters 
- 2023 - Heroes and Monsters

 Altri album 
- 1983 - Pablo Cruise - Out Of Our Hands
- 1985 - Sheila E. - Romance 1600
- 1986 - Sheila E. - Sheila E
- 1988 - The VU - Phoenix Rising
- 1988 - Gregg Rolie - Gringo
- 1992 - Alex Murzyn - Cross Currents
- 1992 - Jennifer Berezan - Borderlines
- 1992 - Deirdre McCalla - Everyday Heros and Heroines
- 1992 - Ron Romanovsky - The Perfect Crime
- 1993 - Jesse Colin Young - Makin' It Real
- 1993 - Mary Paulson - Just Because
- 1994 - Marc Russo - The Window
- 1994 - Peter Elman - Race Point
- 1994 - Pamela Polland - Heart of the World
- 1994 - Narada Michael Walden - Tribute to Curtis Mayfield
- 1995 - Sheena Easton - My Cherie
- 1995 - Narada Michael Walden - Sending Love to Everyone
- 1997 - John Lee Sanders - World Blue
- 1997 - Temptations - Emotionally Yours
- 1997 - Barbara Higbie & Teresa Trull - Playtime
- 1997 - David Denny-Diesel Harmonics - Louisiana Melody
- 1997 - Kim Baker - On Her Dream
- 1998 - Glassmaker - heh hey Yeah
- 1999 - Peter Elman - First T
- 2003 - Bonnie Hayes - Love in the Ruins
- 2004 - Will Stark - She's gonna love me as much as i love you
- 2005 - No Nation - Illumine / A Rock Opera
- 2017 - Roby Facchinetti e Riccardo Fogli - Insieme